# 바소토신
바소토신(Vasotocin)은 조류, 어류, 파충류 및 양서류 등에서 볼 수 있는 신경뇌하수체호르몬이다. 방란시에 중요하게 작용하며, 또한 바소프레신의 생리작용도 가지고 있어서 신장의 세뇨관에서 수분의 재흡수를 촉진한다.